# Inverkeithing (circonscription du Parlement d'Écosse)
Inverkeithing dans le Fife était un Burgh royal qui a élu un Commissaire au Parlement d'Écosse et à la Convention des États.
Après les Actes d'Union de 1707, Inverkeithing, Culross, Dunfermline, Queensferry et Stirling ont formé le district de Stirling, envoyant un membre à la Chambre des communes de Grande-Bretagne. 

## Liste des commissaires de burgh
- 1661–63: Thomas Thomson. bailli [1]
- 1665 convention: non représentée
- 1667 convention, 1669–74, 1678 convention: capitaine James Bennett, marchand [2]
- 1681–82, 1685–86: John Dempster de Pitliver, provost [3]
- 1689 convention, 1689–95: Alexander Spittell de Lewquhat  (mort vers 1696) [4]
- 1696–1701, 1702–07: James Spittell, fils du précédant, provost [4],[5]